# Mizenga
Mizenga är ett periodiskt vattendrag i Burundi.   Det ligger i provinsen Kayanza, i den centrala delen av landet, 60 kilometer nordost om huvudstaden Bujumbura.
Omgivningarna runt Mizenga är en mosaik av jordbruksmark och naturlig växtlighet. Runt Mizenga är det tätbefolkat, med 397 invånare per kvadratkilometer.